# طه الفشنی

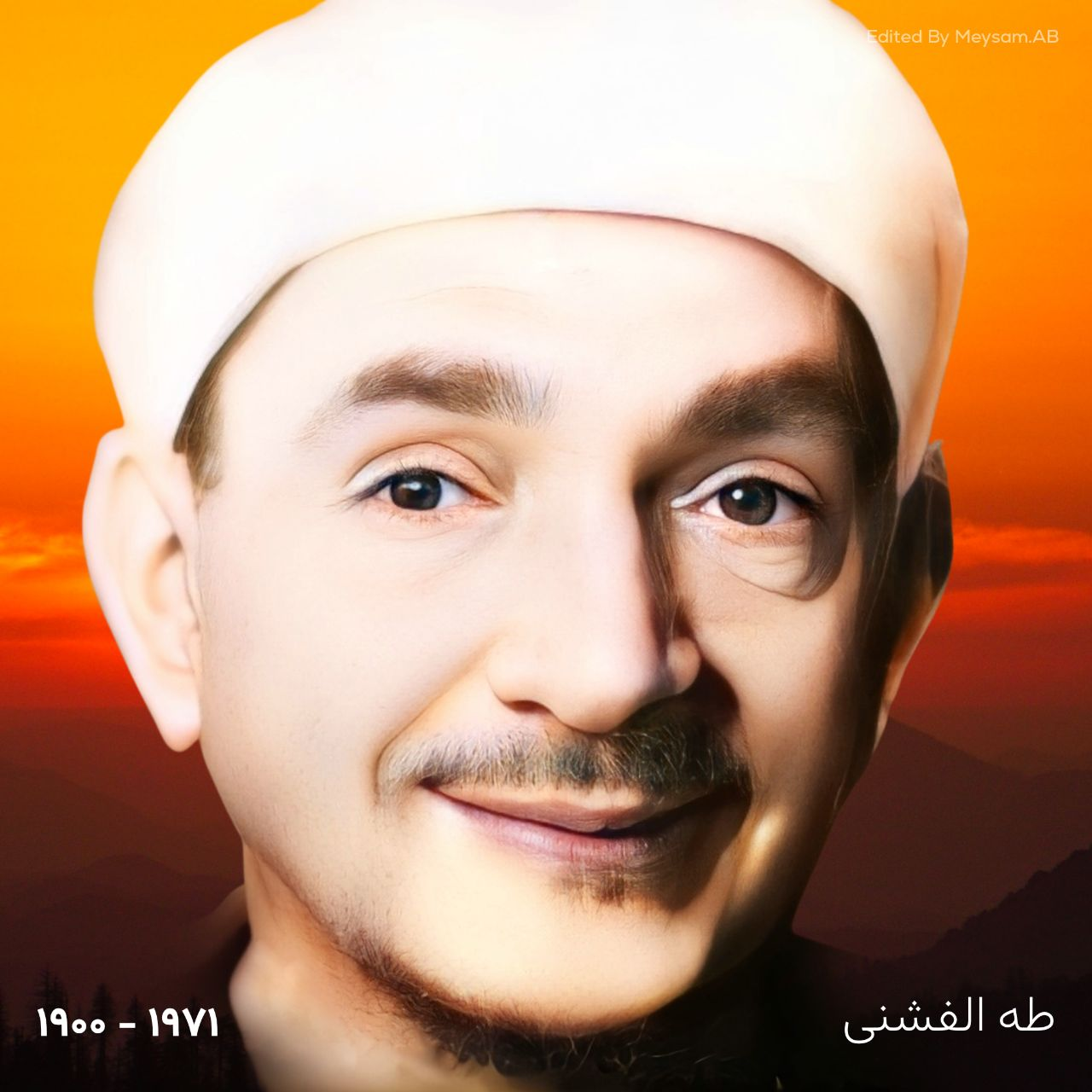
طه الفشنی.

طه موسی حسن مشهور به طه الفشنی از مبتهلان و قاریان مصری در سال ۱۹۰۰ میلادی در شهر «فشن» از توابع استان «بنی‌سویف» زاده شد. او دنباله رو شیخ علی محمود در فن ابتهالات بود همچنین علاقه فراوانی به شیوه تلاوت شیخ مصطفی اسماعیل داشت. ایشان در سال ۱۹۳۶ وارد رادیو گردید. از بهترین و مشهورترین آثار برجای مانده از او می‌توان «حب الحسین»، «یا ایهاالمختار» و «میلاد طه» را نام برد. طه الفشنی در سال ۱۹۷۱ درگذشت.